# Johann von Ungnad
Johann von Ungnad [johán fon ungnád] vagy Hans von Ungnad [hánsz fon ungnád] (teljes nevén Ungnad Freiherr von Sonneck) (1493. k. – Wintritz, 1564. december 27.) német-római császári hadvezér, politikus, a reformáció egyik ausztriai támogatója. Régi magyar dokumentumokban neve Ungnád János formában is előfordul.
1530-ban Stájerország kormányzója volt és az evangélikusoknak Cillében (ma Celje, Szlovénia) egy katedrálist építtetett.
1537-ben harcolt a diakovári csatában a törökök ellen. Johann von Katzianer megölése után krajnai, stájerországi és horvátországi katonai parancsnokká nevezték ki.
1542-ben is harcolt a törökök ellen Magyarországon, Buda ostromakor az osztrák sereget vezette.
Habár I. Ferdinánd híve volt, pártolta a reformációt. 1558-ban a württembergi Urachban nyomdát nyitott, és Kristóf herceg tanácsosa lett. Támogatta Primož Trubar szlovén protestáns lelkészt szlovén nyelvű könyvei kiadásában, továbbá Antun Dalmatin horvát nyelvű testamentuma megjelentetésében is. Nyomdájában cirill betűkkel is nyomtattak könyveket. Dalmatin Bibliáját például két változatban glagolita és cirill betűkkel is kiadták.
Ungnad 1564-ben éppen nővérénél, a csehországi Winritz kastélyban tett látogatást, ahol meghalt. Halála után az urachi nyomda feloszlott.

## Fordítás
- Ez a szócikk részben vagy egészben  a   Hans Ungnad című német Wikipédia-szócikk fordításán alapul.  Az eredeti cikk szerkesztőit annak laptörténete sorolja fel. Ez a jelzés csupán a megfogalmazás eredetét és a szerzői jogokat jelzi, nem szolgál a cikkben szereplő információk forrásmegjelöléseként.